# Закан (гора)
Пик Зака́н — вершина горного узла западной части главного хребта Большого Кавказа. Пик Закан является началом горного хребта Магишо. Высота над уровнем моря — 2271 м.
Находится в Карачаево-Черкесской Республике в Урупском районе. Вершина возвышается над одноимённым посёлком Закан, который расположен на берегу реки Закан. «Народное» название вершины — Тещин клык или зуб Закан. На вершине установлен православный крест освещенный Владыкой Феофаном.